# Rodolfo Chiari
Rodolfo Chiari Robles (Aguadulce, 15 de noviembre de 1869 - Monrovia, California, 16 de agosto de 1937) fue un político panameño que ejerció como 13º presidente de Panamá desde el 1 de octubre de 1924 hasta el 1 de octubre de 1928.

## Biografía
Dadas las dificultades económicas de su familia, solo pudo cursar hasta tercer año de escuela primaria. Con doce años se trasladó a Ciudad de Panamá a trabajar en el almacén «Bazar Francés» donde con 21 años llegó a ser gerente. Regresó a Aguadulce al enfermar su padre y cuando este falleció, se dedicó al cultivo de caña de azúcar y a la ganadería. Se casó con Ofelina Remón, con quien tuvo seis hijos. Entre ellos Roberto F. Chiari, dos veces presidente de Panamá.
Ocupó diferentes posiciones públicas a inicio de la República como Constituyente (1904), Tesorero del Distrito Capital, gerente del Banco Nacional, designado a la Presidencia y encargado del poder ejecutivo en 1912.
Chiari fue una figura prominente del Partido Liberal y miembro del Directorio Nacional; entre 1912 y 1914 fue presidente de este colectivo.
En 1924 es electo candidato presidencial por una Convención de su partido, con el apoyo de Belisario Porras y gana el solio presidencial. Gobernó el país del 1 de octubre de 1924 al 7 de septiembre de 1928 y del 25 al 30 de septiembre de ese año.
Durante su mandato tuvo que hacer frente a situaciones en extremo delicadas como la cruenta Rebelión de los indígenas Guna en las islas de San Blas, en febrero de 1925, y el movimiento de inquilinos que protestaba contra el aumento de los alquileres, en octubre de ese mismo año, el cual dio lugar a serios disturbios. A raíz de esto, se pidió la intervención militar estadounidense para controlar la situación. En 1926, su gobierno firmó el Tratado Kellogg- Alfaro con los Estados Unidos que recibió el rechazo popular. Dicho tratado no ofrecía más ventajas económico-fiscales para Panamá que las ya planteadas en el anterior Convenio Taft de 1904, pero sí entrañaba serios compromisos para dicho país que la obligaban a permitir el control de las estaciones radiográficas por parte de los Estados Unidos y peligrosas concesiones en el plano militar, convirtiendo a Panamá en aliado de guerra de Washington, por lo cual no fue ratificado por la Asamblea Nacional.
Después de finalizada su Presidencia, Chiari al parecer abrigaba intenciones de postularse nuevamente en las elecciones de 1932, pero el golpe de Acción Comunal del 2 de enero del año anterior, frustró su planes. 
Desde entonces se dedicó a sus empresas privadas, cuyo centro estaba en su ingenio azucarero "Ofelina". Problemas de salud le obligan a viajar a Estados Unidos, donde fallece el 16 de agosto de 1937.
Su hijo, Roberto Francisco Chiari Remón, liberal como su padre, fue también Presidente de Panamá desde 1960 a 1964.
| Predecesor: Belisario Porras Barahona | Presidente de Panamá 1924 - 1928 | Sucesor: Florencio Harmodio Arosemena |

- Datos: Q721719
- Multimedia: Rodolfo Chiari / Q721719